# 坪川拓史
坪川 拓史（つぼかわ たくし、1972年2月25日 - ）は、日本の映画監督、俳優、アコーディオン奏者。北海道長万部町出身で室蘭市に在住する。

## 略歴
1990年に上京して日本工学院専門学校に入学するが中退し、大田区洗足池公園でホームレス生活を送る。
1992年に串田和美主宰の劇団「オンシアター自由劇場」に入団し研究生となる。オーディションで劇団員の小日向文世から楽器が出来るか問われ、咄嗟に「アコーディオンが出来ます」とウソを言うが合格し、慌ててアコーディオンを始める。舞台俳優を経て自ら映画制作も始め、1995年に無声映画『十二月の三輪車』で初監督する。2011年に室蘭市へ移住する。

## 監督作品

### 長編
- 「美式天然」（2005年）
  - 「第23回トリノ国際映画祭 Best Feature Film Prize（グランプリ）」
  - 「第23回トリノ国際映画祭 Best Audience Prize（最優秀観客賞）」
- 「アリア」（2007年）
  - 「第2回KINOTAYO現代日本映画祭 観客賞」
  - 「第4回ユーラシア国際映画祭（カザフスタン） 中央アジア映画連盟選出最優秀作品」
- 「ハーメルン」（2013年）
- 「モルエラニの霧の中」（2020年）

　　　「函館港イルミナシオン映画祭(最優秀観客賞)」
　　　「第17回ロサンゼルス日本映画祭（最優秀作品賞）」

### 短編
- 「十二月の三輪車」（1995年）
- 「日本人アンナ」（2010年） - 『掌の小説』第三話

### ラジオ番組
- 「坪川拓史セブンスガーデン」　FMびゅー （2012年 - ）室蘭放送局

### 逸話
- 1作目「美式天然」は9年をかけて制作された。完成した2005年に「第23回トリノ国際映画祭」長編コンペティション部門に招かれ、「Best Feature Film Prize（グランプリ）」「Best Audience Prize（最優秀観客賞）」のW受賞という日本人初の快挙を成し遂げる。

## 音楽活動
- くものすカルテット（1998年 - ）
  - アコーディオン担当

- PecoDeRubo OrkestrO（ペコデルボ＝オルケストロ）（2014年 - ）